# Retrato de Georg Fugger
El Retrato de Georg Fugger es un óleo sobre tabla de Giovanni Bellini, ahora en el Museo Norton Simon en Pasadena, Estados Unidos. Es su retrato más antiguo conservado y uno de los primeros trabajos al óleo (en vez del temple) de un artista italiano.
Se puede fechar con seguridad debido a una inscripción en su reverso (retirada durante una restauración a principios del siglo XX) donde se leía "Jeorg Fugger a di XX di Zugno MCCCCLXXIIII" (Georg Fugger el 20 de junio de 1474). El alemán tenía entonces 21 años, y luego se convertiría en el jefe de la sucursal de Núremberg del poderoso banco familiar Fúcar (los Fugger), el cual estaba muy relacionado con la Fonda de los alemanes en Venecia. 
El retratado aparece sobre un fondo neutro oscuro, de medio busto y tres cuartos girado hacia la izquierda. Vestido de negro, cabeza coronada con una guirnalda de flores azules en el cabello castaño, que lo identifican como un estudiante, y sus rasgos son mostrados con detallado realismo, a pesar de que el trabajo carece de los elementos psicológicos introducidos en Venecia a partir de 1475 por Antonello da Messina. Existe una copia posterior de este trabajo que se encuentra en una colección privada de Milán.
Fue registrado en la colección de Johannes, conde de Fugger-Oberkirchberg en el Schloss Oberkirchberg en Ulm. Fue vendido por Walter Schnackenberg el 10 de diciembre de 1926 al comerciante de arte Franz Kleinberger y Co., que lo vendió al conde Alessandro Contini-Bonacossi por 40,000 dólares el 17 de mayo de 1928. Pasó a sus herederos, que finalmente lo vendieron a Lorenzo Papi de Florencia en 1969.